# Tisinec
Tisinec es un municipio del distrito de Stropkov en la región de Prešov, Eslovaquia, con una población estimada a final del año 2024 de 484 habitantes.
Se encuentra ubicado al noreste de la región, cerca del río Ondava (cuenca hidrográfica del río Tisza) y de la frontera con  Polonia.

## Demografía
| Año        | 1994 | 2004     | 2014     | 2024     |
| ---------- | ---- | -------- | -------- | -------- |
| Población  | 338  | 428      | 382      | 484      |
| Diferencia |      | +26,62 % | −10,74 % | +26,70 % |

| Año        | 2023 | 2024    |
| ---------- | ---- | ------- |
| Población  | 481  | 484     |
| Diferencia |      | +0,62 % |